# Dekenaat Rupel-Nete
Het dekenaat Rupel-Nete was tot 1 september 2014 een Belgisch katholiek dekenaat in het Bisdom Antwerpen en telde 73 parochies gegroepeerd in 14 federaties.
Het omvatte de gemeenten Aartselaar, Berlaar, Boechout, Boom, Edegem, Heist-op-den-Berg, Hemiksem, Hove, Kontich, Lier, Lint, Mortsel, Nijlen, Putte, Ranst, Rumst, Schelle en Zandhoven.

## Parochies
| Parochie                                      | Deelgemeente        | Patroonheilige             | Kerk                                     |
| Federatie Berlaar                             |                     |                            |                                          |
| Sint-Pieter                                   | Berlaar             | Sint-Pieter                |                                          |
| Sint-Romoldus                                 | Berlaar             | Sint-Rumoldus              |                                          |
| Onbevlekt Hart van Maria                      | Berlaar             | Onbevlekt Hart van Maria   |                                          |
| Sint-Lambertus                                | Gestel              | Sint-Lambertus             |                                          |
| Federatie Boechout-Hove-Vremde                |                     |                            |                                          |
| Sint-Bavo                                     | Boechout            | Sint-Bavo                  | Sint-Bavokerk                            |
| Sint-Jozef                                    | Hove                | Sint-Jozef                 |                                          |
| Sint-Laurentius                               | Hove                | Sint-Laurentius            | Sint-Laurentiuskerk                      |
| Sint-Jan in de Olie                           | Vremde              | Sint-Jan                   | Sint-Janskerk                            |
| Federatie Boom-Rumst                          |                     |                            |                                          |
| Onbevlekt Hart van Maria                      | Aartselaar          | Onbevlekt Hart van Maria   |                                          |
| Heilig Hart                                   | Boom                | Heilig Hart                |                                          |
| Onze-Lieve-Vrouw en Sint Rochus               | Boom                | Maria en Sint-Rochus       |                                          |
| Sint-Catharina                                | Boom                | Sint-Catharina             |                                          |
| Sint-Maria Magdalena                          | Reet                | Maria Magdalena            |                                          |
| Sint-Pieter                                   | Rumst               | Sint-Pieter                |                                          |
| Sint-Jozef                                    | Terhagen            | Sint-Jozef                 |                                          |
| Heilige Familie                               | Rumst               | Heilige Familie            |                                          |
| Federatie Edegem                              |                     |                            |                                          |
| Onze-Lieve-Vrouw van Lourdes en Sint-Antonius | Edegem              | Maria en Sint-Antonius     | en Sint-Antoniuskerk                     |
| Heilige Familie                               | Edegem              | Heilige Familie            | Heilige-Familiekerk                      |
| Sint-Jozef Edegem                             | Edegem              | Sint-Jozef                 |                                          |
| Federatie Heist-Noord                         |                     |                            |                                          |
| Sint-Bernadette                               | Hallaar             | Sint-Bernadette            |                                          |
| Sint-Martinus                                 | Heist-op-den-Berg   | Sint-Martinus              |                                          |
| Sint-Lambertus                                | Heist-op-den-Berg   | Sint-Lambertus             |                                          |
| Sint-Guibertus                                | Itegem              | Sint-Guibertus             |                                          |
| Sint-Jan Baptist                              | Wiekevorst          | Sint-Jan Baptist           |                                          |
| Federatie Heist-Oost                          |                     |                            |                                          |
| Sint-Salvator                                 | Booischot           | Sint-Salvator              |                                          |
| Sint-Alfonsus                                 | Heist-op-den-Berg   | Sint-Alfonsus              |                                          |
| Onze-Lieve-Vrouw en Sint-Jozef                | Booischot           | Maria en Sint-Jozef        |                                          |
| Onze-Lieve-Vrouw Koningin van Vrede           | Heist-op-den-Berg   | Maria                      |                                          |
| Federatie Kontich                             |                     |                            |                                          |
| Sint-Bernadette                               | Aartselaar          | Sint-Bernadette            |                                          |
| Sint-Martinus                                 | Kontich             | Sint-Martinus              | Sint-Martinuskerk                        |
| Sint-Rita                                     | Sint-Rita (Kontich) | Sint-Rita                  | Sint-Ritakerk                            |
| Onze-Lieve-Vrouw Onbevlekt Ontvangen          | Kontich-Kazerne     | Maria                      | Onze-Lieve-Vrouw-Onbevlekt-Ontvangenkerk |
| Onze-Lieve-Vrouw Geboorte                     | Lint                | Maria                      | Onze-Lieve-Vrouw-Geboortekerk            |
| Sint-Michaël                                  | Waarloos            | Sint-Michaël               | Sint-Michielskerk                        |
| Federatie Lier                                |                     |                            |                                          |
| Sint-Jan Evangelist                           | Koningshooikt       | Sint-Jan Evangelist        |                                          |
| Onze-Lieve-Vrouw Onbevlekt                    | Lier                | Maria                      | Onze-Lieve-Vrouw Onbevlekt               |
| Heilig Hart                                   | Lier                | Heilig Hart                | Heilig Hartkerk                          |
| Heilige Familie                               | Lier                | Heilige Familie            | Heilige Familiekerk                      |
| Sint-Gummarus                                 | Lier                | Sint-Gummarus              | Sint-Gummaruskerk                        |
| Heilig Kruis                                  | Lier                | Heilig Kruis               | Heilig Kruiskerk                         |
| Sint-Bernardus                                | Lier                | Sint-Bernardus             | Sint-Bernarduskerk                       |
| Federatie Mortsel                             |                     |                            |                                          |
| Sint-Bernadette                               | Mortsel             | Sint-Bernadette            | Sint-Bernadettekerk                      |
| Sint-Benedictus                               | Mortsel             | Sint-Benedictus            | Sint-Benedictuskerk                      |
| Sint-Jozef                                    | Mortsel             | Sint-Jozef                 | Sint-Jozefskerk                          |
| Sint-Lodewijk                                 | Mortsel             | Sint-Lodewijk              | Sint-Lodewijkskerk                       |
| Heilig Kruis                                  | Mortsel             | Heilig Kruis               | Heilig Kruiskerk                         |
| Federatie Niel-Schelle-Hemiksem               |                     |                            |                                          |
| Sint-Jozef                                    | Niel                | Sint-Jozef                 |                                          |
| Sint-Niklaas                                  | Hemiksem            | Sint-Niklaas               | Sint-Niklaaskerk                         |
| Onze-Lieve-Vrouw Onbevlekt Ontvangen          | Hemiksem            | Maria                      |                                          |
| Onze-Lieve-Vrouw Geboorte                     | Niel                | Maria                      |                                          |
| Sint-Petrus en Paulus                         | Schelle             | Sint-Petrus en Sint-Paulus | Sint-Petrus en Pauluskerk                |
| Heilige Familie                               | Schelle             | Heilige Familie            |                                          |
| Federatie Nijlen                              |                     |                            |                                          |
| Onze-Lieve Vrouw ten Hemel Opgenomen          | Bevel               | Maria                      |                                          |
| Sint-Lambertus                                | Kessel              | Sint-Lambertus             |                                          |
| Onze-Lieve-Vrouw Koningin van de Vrede        | Kessel              | Maria                      |                                          |
| Onze-Lieve-Vrouw                              | Nijlen              | Maria                      |                                          |
| Sint-Paulus                                   | Nijlen              | Sint-Paulus                |                                          |
| Sint-Willibrordus                             | Nijlen              | Sint-Willibrordus          |                                          |
| Federatie Putte                               |                     |                            |                                          |
| Sint-Remilgius                                | Beerzel             | Sint-Remigius              |                                          |
| Sint Gerardus Majella                         | Putte               | Sint-Gerardus              |                                          |
| Heilige Naam Jezus                            | Schriek             | Christus                   |                                          |
| Sint-Jozef                                    | Putte               | Sint-Jozef                 |                                          |
| Sint-Niklaas                                  | Putte               | Sint-Niklaas               |                                          |
| Sint-Jan Baptist                              | Schriek             | Sint-Jan Baptist           |                                          |
| Federatie Ranst                               |                     |                            |                                          |
| Onze-Lieve-Vrouw Geboorte                     | Broechem            | Maria                      | Onze-Lieve-Vrouwekerk (Broechem)         |
| Sint-Gummarus                                 | Emblem              | Sint-Gummarus              |                                          |
| Onze-Lieve-Vrouw Ten Hemel Opgenomen          | Oelegem             | Maria                      |                                          |
| Sint-Pancratius                               | Ranst               | Sint-Pancratius            |                                          |
| Federatie Zandhoven                           |                     |                            |                                          |
| Sint-Stefaan                                  | Massenhoven         | sint-Stefaan               |                                          |
| Onze-Lieve-Vrouw ten Hemel Opgenomen          | Pulderbos           | Maria                      |                                          |
| Sint-Pieter en Pauwel                         | Pulle               | Sint-Pieter en Sint-Pauwel |                                          |
| Sint-Willibrordus                             | Viersel             | Sint-Willibrordus          |                                          |
| Sint-Amelberga                                | Zandhoven           | Sint-Amelberga             |                                          |